# لا بوبلا دي كلارامونت
بلدية لا بوبلا دي كلارامونت (بالكاتالانية: la Pobla de Claramunt) هي إحدى بلديات مقاطعة برشلونة، والتي تقع في منطقة كاتالونيا، شرق إسبانيا.
يبلغ عدد سكانها 2.193 نسمة وفقاً لإحصائية سنة (2007).